# José Antonio Badía San Martín
Pour les articles homonymes, voir Badia (homonymie).
José Antonio Badía San Martín (Ciudad Juárez, État de Chihuahua, Mexique, 20 juillet 1953) est un homme politique mexicain membre du Parti action nationale (PAN) et sénateur pour l'État de Chihuahua. 
José Antonio Badía San Martín est un ingénieur industriel diplômé de l'Institut technologique de Ciudad Juárez. Il commença sa carrière dans les maquiladoras de Ciudad Juárez. En 1983, il commença sa carrière politique en s'affiliant au PAN.
Le 8 février 2011, Gustavo Madero démissionna et 
José Antonio Badía San Martín le remplaça au Sénat du Mexique.